# José Eugênio Corrêa
José Eugênio Corrêa (* 30. Mai 1914 in Lima Duarte, Minas Gerais, Brasilien; † 28. Januar 2010 in Juiz de Fora, Minas Gerais, Brasilien) war ein brasilianischer Geistlicher und römisch-katholischer Bischof von Caratinga.

## Leben
José Eugênio Corrêa studierte von 1936 bis 1937 Philosophie am Priesterseminar von Mariana. Von 1937 bis 1941 studierte er Katholische Theologie an der Päpstlichen Universität Gregoriana und empfing am 26. Oktober 1941 in Rom die Priesterweihe für das Erzbistum Juiz de Fora. Anschließend war er von 1942 bis 1945 Pfarrer der Kathedrale von Juiz de Fora, zudem von 1943 bis 1945 Geistlicher Assistent der Katholischen Aktion. 1946 bis 1947 war er Rektor des Knabenseminars von Juiz de Fora, anschließend Pfarrer von Rio Preto.
Am 19. August 1957 wurde er von Papst Pius XII. zum Bischof von Caratinga ernannt. Die Bischofsweihe spendete ihm Justino José de Sant’Ana, Bischof von Juiz de Fora, am 10. November 1957; Mitkonsekratoren waren Othon Motta, Weihbischof in São Sebastião do Rio de Janeiro, und Rodolfo das Mercês de Oliveira Pena, Bischof von Valença. Sein Wahlspruch war „Omnibus Omnnia“.
Er nahm als Konzilsvater an allen vier Sitzungsperioden des Zweiten Vatikanischen Konzils teil. Von 1964 bis 1978 war er Vorsitzender des Kuratoriums der Fakultät für Philosophie in Caratinga. 1971 bis 1972 absolvierte er ein Aufbaustudium der Philosophie an der Academia Santo Tomá und der Fakultät Don Bosco in São João del Rei.
Am 27. November 1978 nahm Papst Johannes Paul II. seinen vorzeitigen Rücktritt an.